# Volvic-Feytiat
Volvic-Feytiat est une course cycliste française disputée sur une journée entre Volvic (Puy-de-Dôme) et Feytiat (Haute-Vienne). Créée en 2014, elle fait partie du calendrier national de la Fédération française de cyclisme durant son existence.
Pour la troisième édition en 2016, deux épreuves distinctes sont organisées. En 2017, la compétition sert de parcours pour la dernière manche de la Coupe de France DN2,.

## Palmarès
| Année              | Vainqueur          | Deuxième          | Troisième          |
| ------------------ | ------------------ | ----------------- | ------------------ |
| Vassivière-Limoges |                    |                   |                    |
| 2014               | Marc Staelen       | Mickaël Larpe     | Guillaume Gerbaud  |
| Vassivière-Feytiat |                    |                   |                    |
| 2015               | Stéphane Poulhiès  | Jérôme Mainard    | Mathias Le Turnier |
| Volvic-Vassivière  |                    |                   |                    |
| 2016,              | Simon Guglielmi    | Geoffrey Bouchard | Alexis Todeschini  |
| Vassivière-Feytiat |                    |                   |                    |
| 2016               | Martial Roman      | Mickaël Larpe     | Théo Vimpère       |
| Volvic-Feytiat     |                    |                   |                    |
| 2017,              | Thibault Guernalec | Camille Chancrin  | Samuel Plouhinec   |